# Поляновский мир

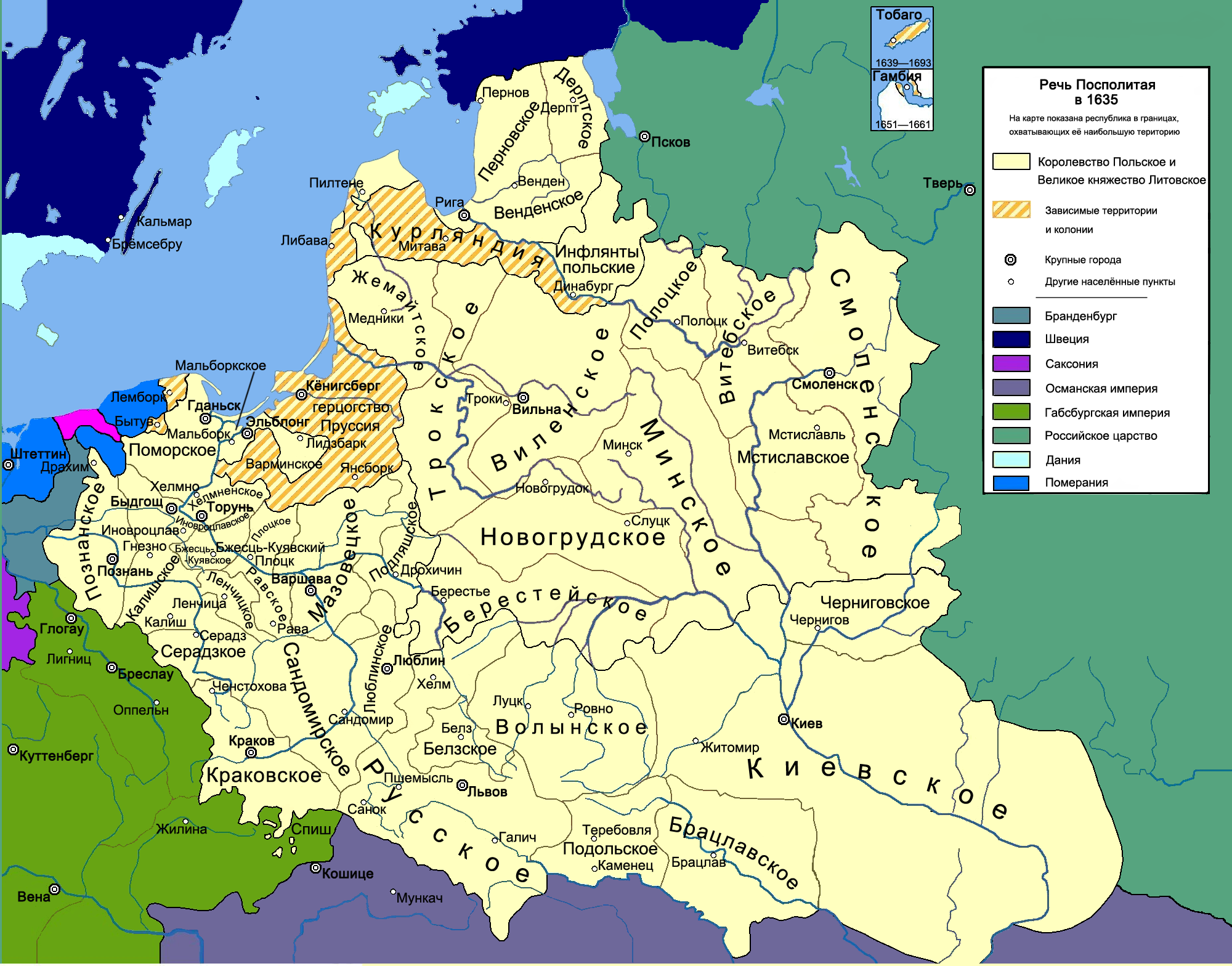
Границы польско-литовского государства (Речи Посполитой) в 1635 году

Поля́новский мир — мирный договор между Русским царством и Речью Посполитой, подписанный 17 (27) мая — 5 (14) июня 1634 года в селе Семлево на реке Поляновке (приток Угры), между Вязьмой и Дорогобужем. Завершил русско-польскую войну 1632—1634 годов.

## Представители сторон
Русское царство на переговорах представляли боярин Ф. И. Шереметев; окольничий князь А. М. Львов; дворянин С. М. Проестев и дьяки Г. Нечаев и В. Прокофьев. Речь Посполитую представляли коронный канцлер епископ Я. Задзик, литовский гетман Христофор Радзивилл.

## Условия
- Подтверждались границы между Русским царством и Речью Посполитой по Деулинскому перемирию 1618 года, то есть последняя сохраняла за собой Черниговскую землю с городами Чернигов и Новгород-Северский (собственно оставалась за Польшей) и Смоленскую землю с городами Смоленск, Трубчевск, Рославль и др. (собственно оставалась за Великим княжеством Литовским).
- Русское царство отказывалось от всех занятых в ходе войны русских земель, которые были захвачены Речью Посполитой в начале XVII века, кроме г. Серпейска с уездом.
- Речь Посполитая обязывалась вывести войска из пределов России.
- Король польский и великий князь литовский Владислав IV отказывался от претензий на русский престол.
- Россия должна была выплатить Речи Посполитой 20 тысяч рублей серебром[2] (данное условие было сформулировано в виде тайной договорённости, и в собственно текст договора включено не было)[3].
- Был зафиксирован немедленный обмен пленными без выкупа и задержания, а также межевание границ (осуществлено 5 комиссиями в 1635—1648 годах).

В ходе переговоров между представителями обоих государств русской делегацией были отвергнуты:
- предложение поляков разрешить им строить католические костёлы, приобретать вотчины в Русском государстве (как и русским), свободно вступать в брак подданных обоих государств;
- предложение о том, чтобы русский царь Михаил подписывался как «царь своей Руси», а не «царь всея Руси»: польская делегация опасалась ирредентистского подтекста титула (притязаний на входившую в Речь Посполитую часть Руси), российская же сторона заверяла, будто эти опасения беспочвенны: «ваша Малая Русь, которая принадлежит к Польше и Литве, к тому царского величества именованию всея Руси нейдет, применять вам этой своей Руси ко всея Руси нечего»[3].
- предложение поляков о том, что «король польский и великий государь московский должны вместе стараться, чтоб был у них наряд пушечный, корабли и люди воинские на море Ливонском (Балтийском) и на море Великом (Черном) для расширения границ»[4].

Мир был ратифицирован обеими сторонами в 1635 году.

### Латинский текст

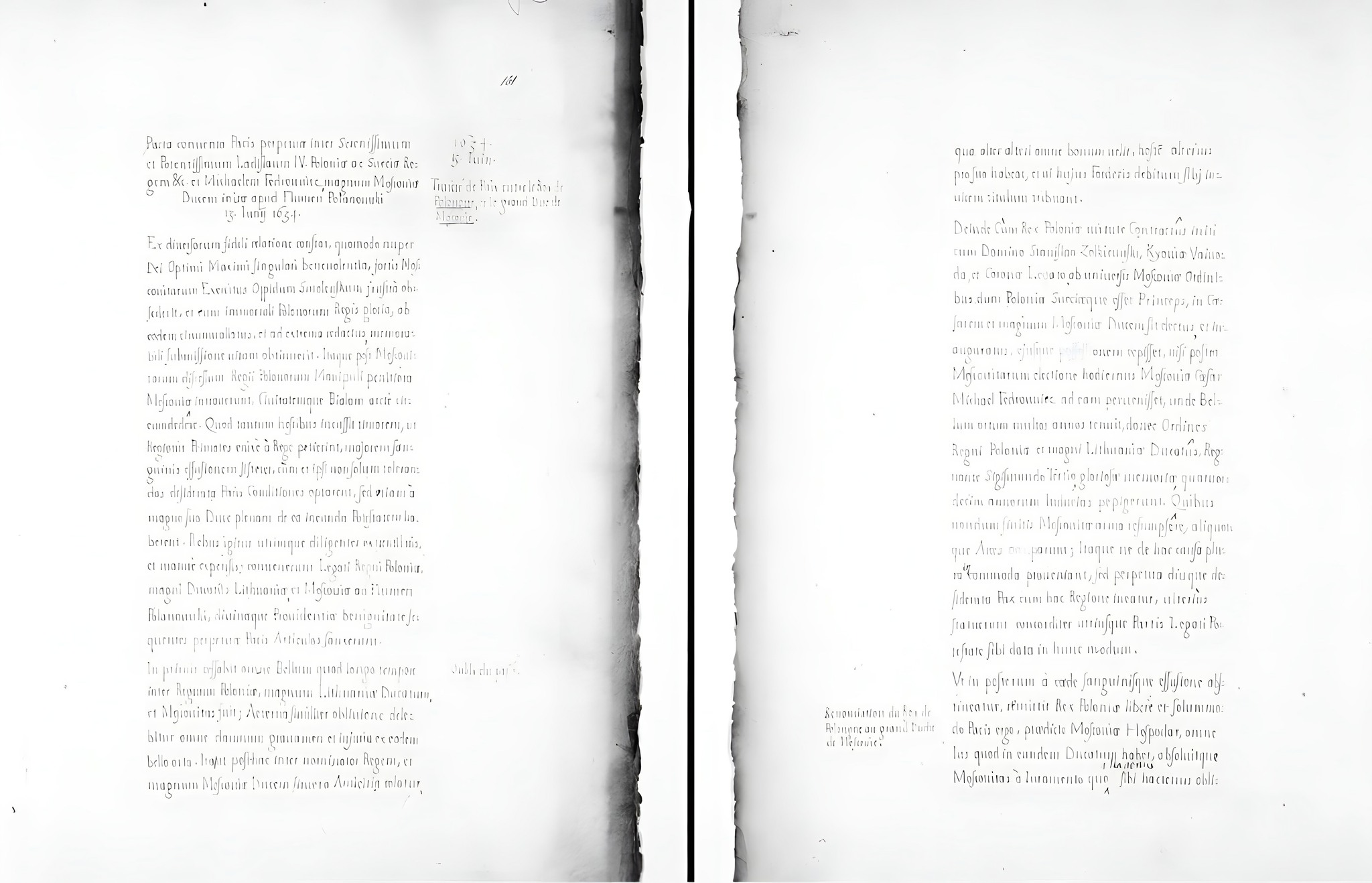
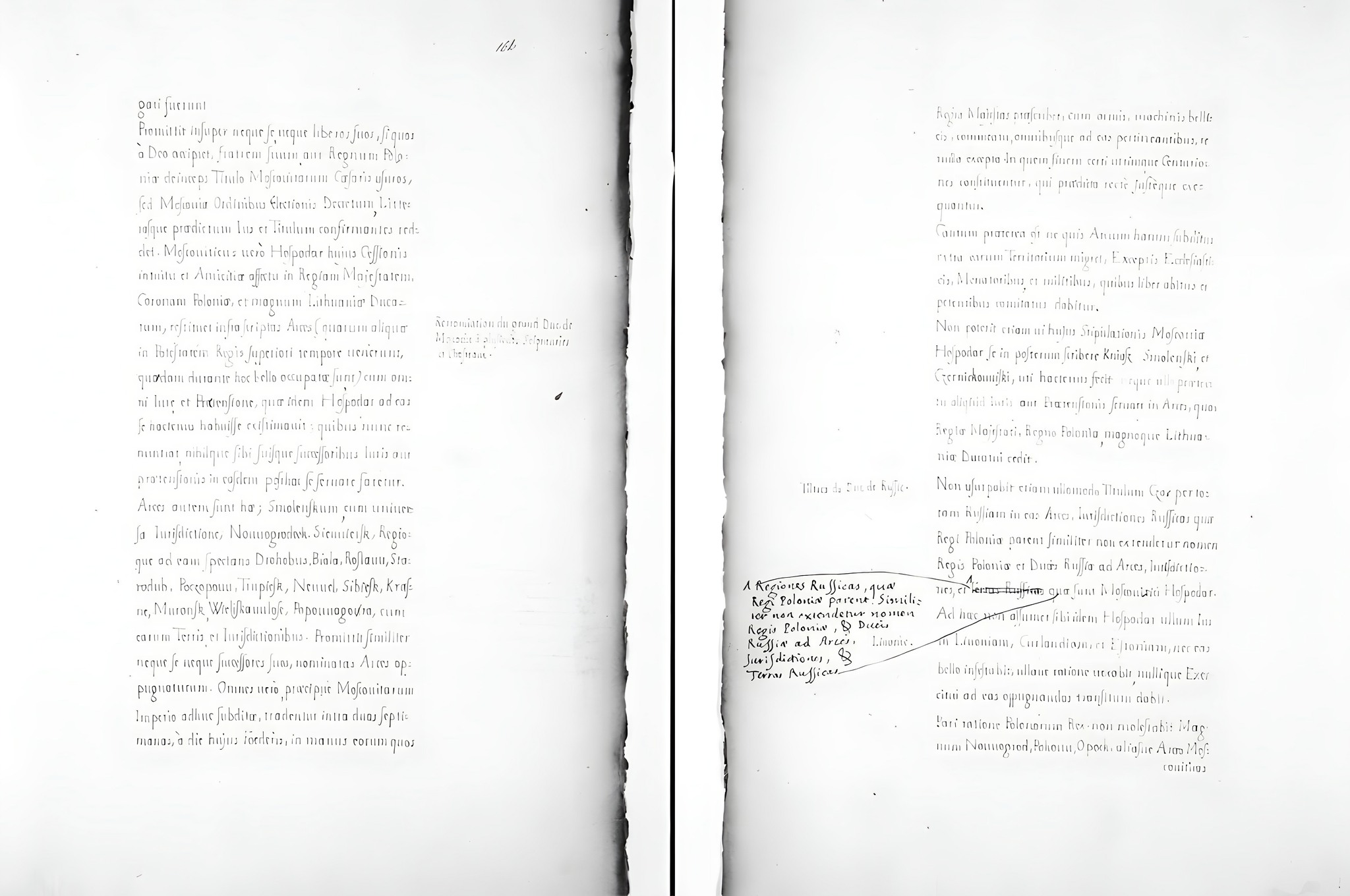
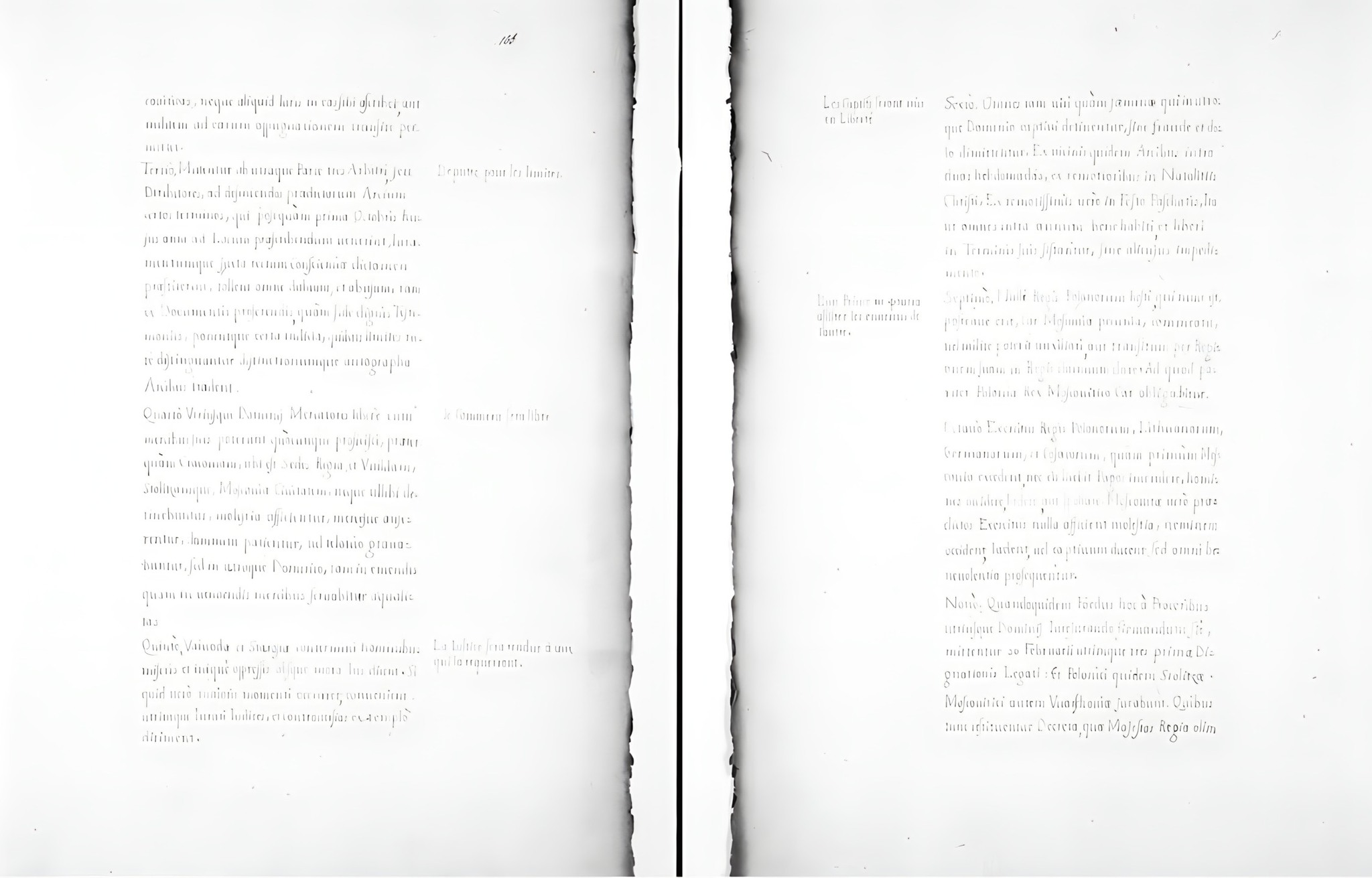
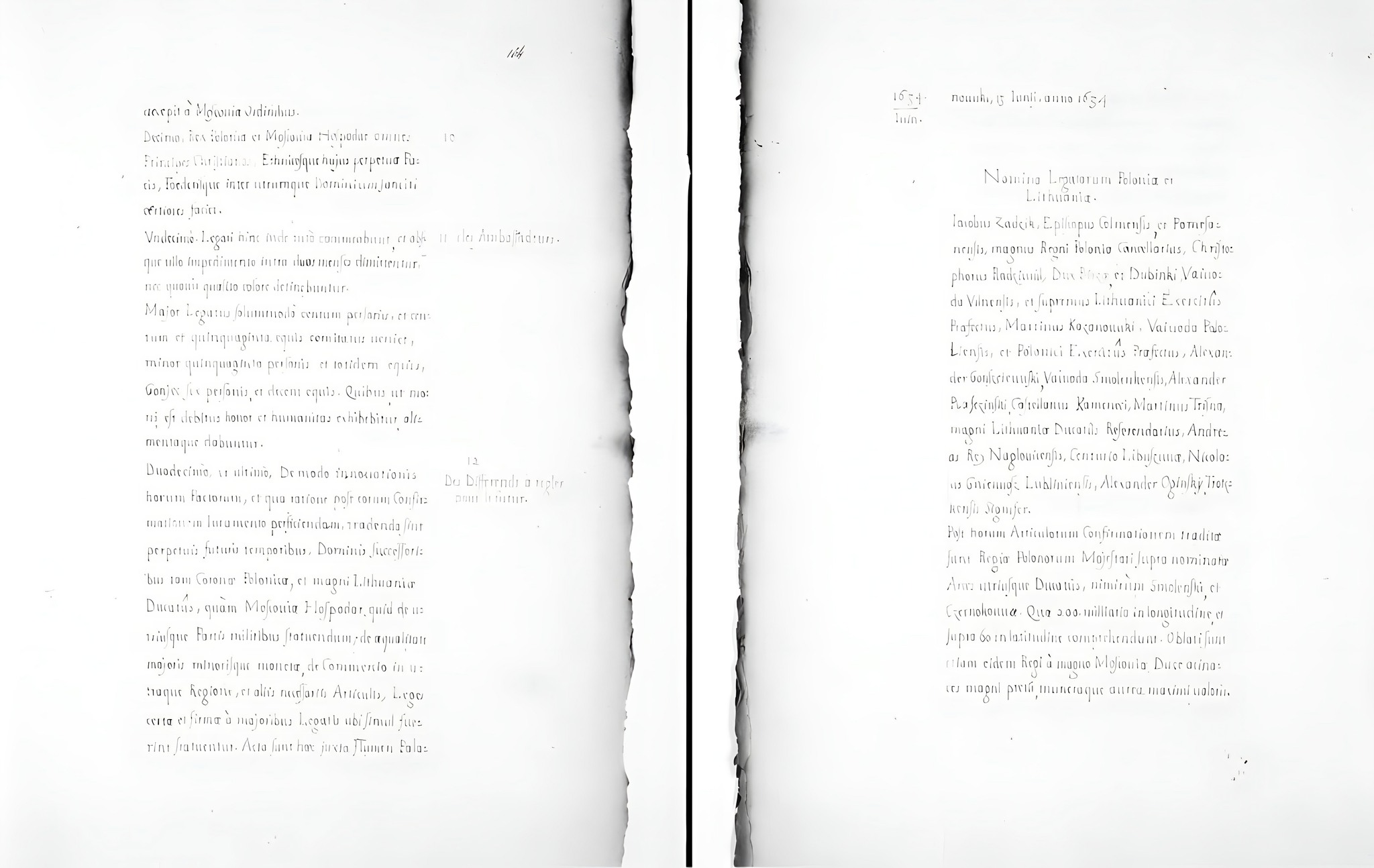

Этот текст включён в составленный во Франции в XVII веке сборник документов, касающихся истории Германии, Дании, Венгрии, Польши и Швеции.

## Значение
Мир был подписан на невыгодных для России условиях, однако ей удалось разрешить династическую проблему и укрепить авторитет династии Романовых. Несмотря на то, что Русское государство потерпело под Смоленском тяжёлое поражение, территориальные последствия были в целом ограниченными: польский король потребовал назад лишь то, что уже было под его контролем до войны. Тем не менее даже после подписания мира сохранилась почва для будущих военных конфликтов между двумя государствами.

### Публикации документа
- Список с докончальной грамоты слово в слово государевых послов какову дали Литовским послам // Продолжение Древней российской вивлиофики. — при Императорской Академии Наук, 1789. — Т. V. — С. 245—314.
- Договорная окончательная грамота // Отечественные записки. — 1830. — № 117, 118, 119. — С. 47-75, 194-220, 377-399.